# Людмил Младенов – Цвекето
Людмил Младенов е български художник. Завършил живопис в Художествената академия в София през 1958 г. при проф. Илия Петров. От академията му остава прякорът Цвекето.